# بيرسي هوارد
بيرسي هوارد (بالإنجليزية: Percy Howard)‏ هو لاعب كرة قدم أمريكية أمريكي، ولد في 21 يناير 1952 في سافانا في الولايات المتحدة.

## وصلات خارجية
- بيرسي هوارد على موقع كلية كرة السلة في سبورتس رفرنس.كوم (الإنجليزية)
- بيرسي هوارد على موقع مرجع كرة القدم المحترفة.كوم (الإنجليزية)